# Fei Lung gwoh gong
Fei Lung gwoh gong é um filme de comédia de ação de 1978 , dirigido e estrelado por Sammo Hung. A história é uma paródia do filme The Way of the Dragon (O Voo do Dragão),onde o personagem principal homenageia Bruce Lee. 

## Sinopse
Ah Lung é um criador de porcos e um dedicado fã de Bruce Lee que está ansioso para seguir os passos de seu idolo, mas só é ridicularizado por suas tentativas. Ele é enviado para Hong Kong para ganhar a vida trabalhando no restaurante de seu tio, mas quando ele chega, ele confronta com uma gangue de bandidos, causando problemas no restaurante. Ele tem a chance de provar a si mesmo e ataca os bandidos, derrotando-os e salvando o restaurante. Logo, ele se torna um garçom e descobre uma trama que envolve os mesmos marginais envolvendo um sequestro.

## Elenco
- Sammo Hung...Ah Lung
- Billy Chan...Thug
- Fung Hak-On...Gene
- Lam Ching-ying...dublê
- Roy Chiao...Chiu